# Jestřebí (Česká Lípa)

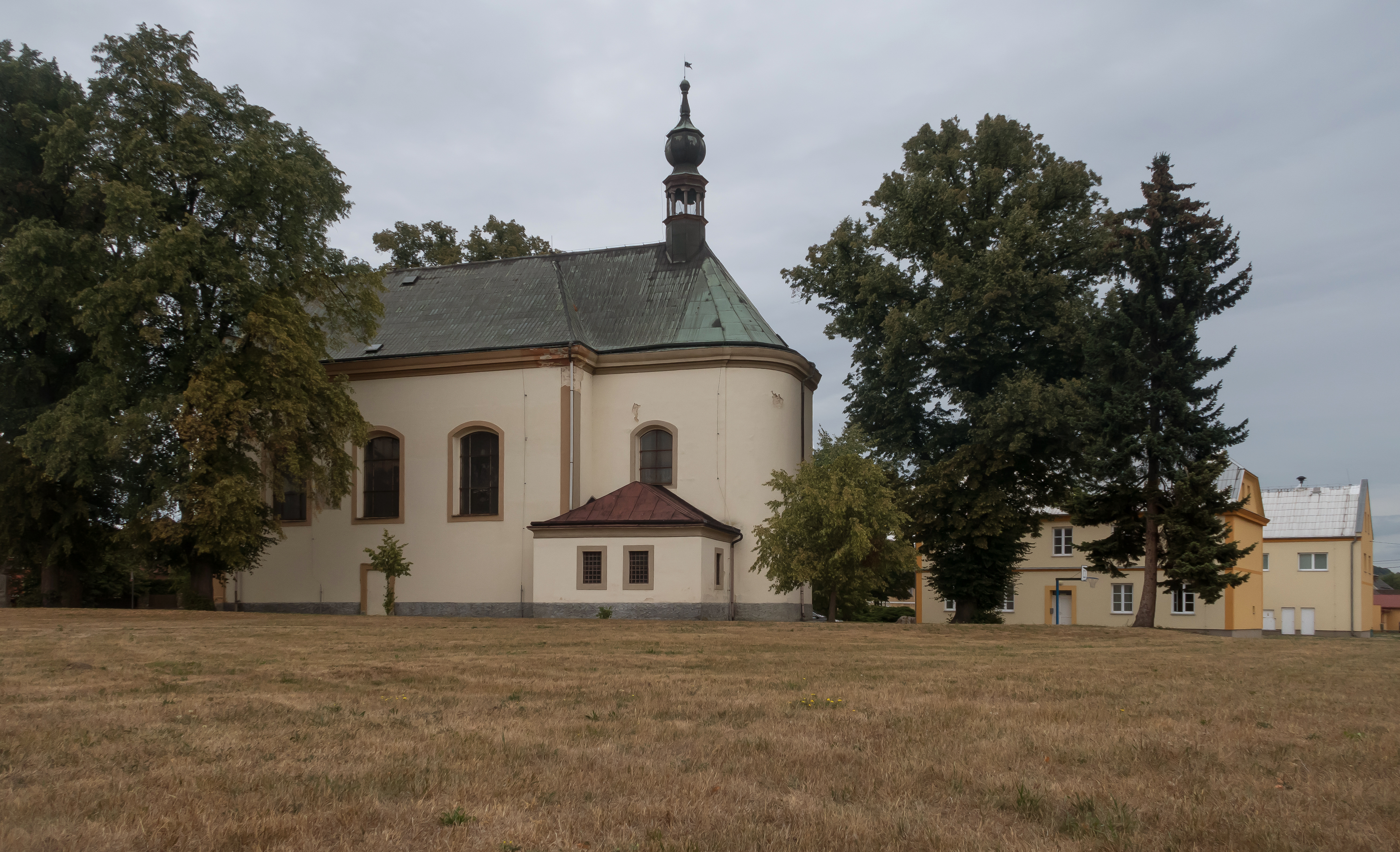
Jestřebí, la iglesia: kostel svatého Ondřeje

Jestřebí es una localidad del distrito de Česká Lípa en la región de Liberec, República Checa, con una población estimada a principio del año 2018 de 847 habitantes. 
Se encuentra ubicada al oeste de la región, a poca distancia al norte de Praga y cerca de la frontera con las regiones de Ústí nad Labem y Bohemia Central.